# Головинское (Иркутская область)
Головинское — село в Аларском районе Усть-Ордынского Бурятского округа Иркутской области. Входит в муниципальное образование «Кутулик».

## География
Село расположено в примерно 10 км к северу от районного центра.

## Внутреннее деление
Состоит из 4-х улиц:
- Васильева
- Железнодорожная
- Ленина
- Новая

## Происхождение названия
Название села отфамильное (происходит от фамилии Головин, Головинов или Главинский, что наиболее вероятно).

## История
Предположительно, населённый пункт был основан Петром Чемезовым, землемером, отмерявшим версты земли по Московскому тракту и уполномоченным по расселению на данной земле переселенцев, в частности казаков. По некоторым данным, с ним прибыл сын боярский Алексей Главинский, в честь которого и было названо село. В 1728 году Алексей Главинский был прикащиком Ильинского острога .
Согласно «Положению о казаках Иркутской и Енисейской губерний от 1871 года», казаки, проживавшие в этой местности, несли службу в казачьей сотне, исполняли обязанности рассыльных в Иркутске, состояли в разъездах и пикетах, оказывали помощь местным воинским и почтовым чиновникам, исполняли обязанности караульных и полицейских, занимались охраной Московского тракта.
На 1883 год существовала заимка Головинская, где проживали 36 человек.
В связи с экономическим достатком и процветанием казачьих поселений (в частности, за счёт торговли), там селились крестьяне. В этот период в селе (тогда станице) функционировала школа. После строительства Транссибирской железной дороги в районе Головинского началась добыча угля. На шахтах применялся труд ссыльных. Самой крупной была шахта «Владимир» (в районе населённого пункта Владимир Заларинского района), названная так в честь Святого Владимира или по имени последнего владельца шахты, который поджёг уголь, протестуя против национализации шахты, из-за чего возникли экологические проблемы: горение пластов угля продолжалось более 10 лет.

## Население
| 2002 | 2010 | 2011 | 2012 |
| ---- | ---- | ---- | ---- |
| 331  | ↘266 | ↘265 | ↘254 |